# Eudendrium cyathiferum
Eudendrium cyathiferum är en nässeldjursart som beskrevs av Jäderholm 1904 . Eudendrium cyathiferum ingår i släktet Eudendrium och familjen Eudendriidae. Inga underarter finns listade i Catalogue of Life.